# Sabine Mamou
Pour les articles homonymes, voir Mamou.
Sabine Mamou est une actrice et monteuse française, née le 2 décembre 1948 à Tunis et morte le 12 décembre 2003 à Paris.

## Biographie
Sabine Mamou est notamment connue pour avoir été la monteuse d'Agnès Varda, de Jacques Demy et de Claude Lanzmann. Elle rencontre Claude Lanzmann en 1985, à l'occasion du montage de Shoah. Elle poursuit sa collaboration avec le cinéaste et joue un rôle essentiel dans la conception de Sobibor, 14 octobre 1943, 16 heures comme Lanzmann l'explique lui-même dans une interview.
Elle est également  réalisatrice de  trois films en super huit et de plusieurs courts métrages.
Elle est l'autrice de Paseando con Sabine Mamou, Promenades avec Julio Maruri, publié aux éditions Nubes en 2002, inspiré de sa rencontre avec ce poète espagnol.
Attentive à la transmission et à la formation, elle accueille Patricia Mazuy comme assistante sur le montage de  mur murs d'Agnès Varda en 1981. Elle est par ailleurs intervenante à la Fémis.
Elle est également l'actrice principale de Documenteur d'Agnès Varda en 1981, film tourné à Los Angeles, sur la séparation et l'exil, où Agnès Varda met également en scène son fils, Mathieu Demy. Celui-ci s'en inspirera plus tard pour son film Americano,.
Sabine Mamou est morte des suites d'un cancer en décembre 2003.

## Filmographie
- 1974 : Pourvu qu'on ait l'ivresse de Rinaldo Bassi
- 1974 : Bons baisers... à lundi de Michel Audiard
- 1976 : Plaisir d'amour en Iran (court-métrage) d'Agnès Varda
- 1977 : L'Autre France d'Ali Ghalem
- 1978 : Poker menteuses et Révolver matin de Christine Van de Putte
- 1978 : Travail (court-métrage) de Daniel Hachard
- 1979 : Comme les anges déchus de la planète Saint-Michel de Jean Schmidt
- 1981 : Mur murs (documentaire) d'Agnès Varda
- 1981 : Documenteur d'Agnès Varda (Sabine Mamou joue le rôle principal. Elle a aussi monté le film avec Bob Gould.)
- 1982 : Une chambre en ville de Jacques Demy
- 1983 : Le Mur de Yılmaz Güney
- 1984 : 7 p., cuis., s. de b.,... à saisir (court-métrage) d'Agnès Varda
- 1985 : Parking de Jacques Demy
- 1986 : El día que me quieras de Sergio Dow
- 1988 : Trois Places pour le 26 de Jacques Demy
- 1988 : La Table tournante (animation) de Paul Grimault et Jacques Demy
- 1989 : Les Insoumis de Lino Brocka
- 1994 : Tsahal (documentaire) de Claude Lanzmann
- 1997 : Un vivant qui passe (documentaire) de Claude Lanzmann
- 1998 : Jeanne et le Garçon formidable d'Olivier Ducastel et Jacques Martineau
- 1999 : La Nouvelle Ève de Catherine Corsini
- 2000 : Drôle de Félix d'Olivier Ducastel et Jacques Martineau
- 2001 : Pas d'histoires (sketch : Mohammed) de Catherine Corsini
- 2001 : La Répétition de Catherine Corsini
- 2001 : Sobibor, 14 octobre 1943, 16 heures (documentaire) de Claude Lanzmann
- 2001 : Liberté-Oléron de Bruno Podalydès
- 2002 : L'Amertume de la chanteuse devant l'utilité des fils barbelés (court-métrage) d'Armand Lameloise
- 2002 : Ma vraie vie à Rouen d'Olivier Ducastel et Jacques Martineau
- 2003 : Décryptage (documentaire) de Philippe Bensoussan